# Quercus dumosa
Quercus dumosa är en bokväxtart som beskrevs av Thomas Nuttall. Quercus dumosa ingår i släktet ekar, och familjen bokväxter. IUCN kategoriserar arten globalt som starkt hotad. Inga underarter finns listade.

## Bildgalleri

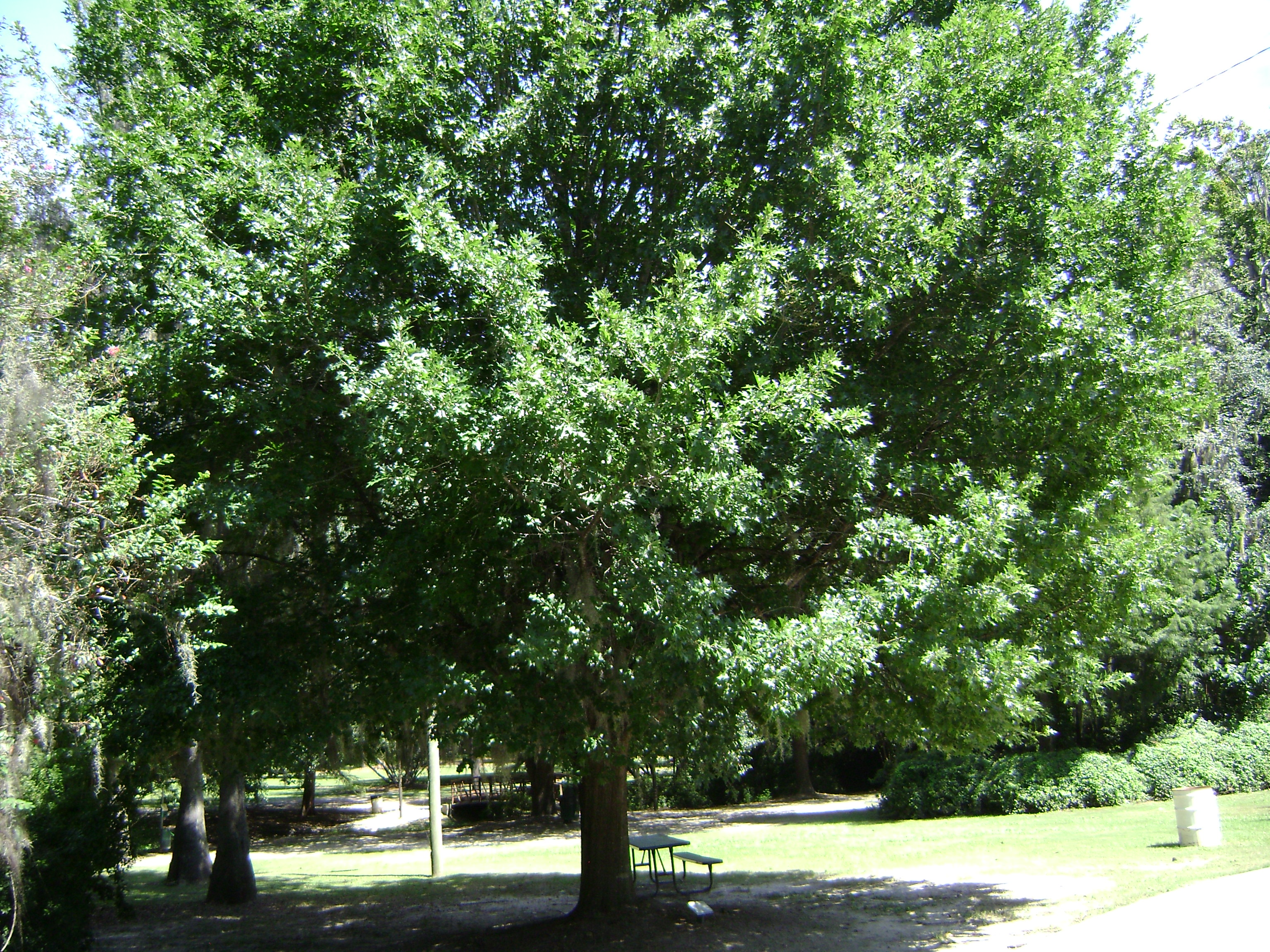
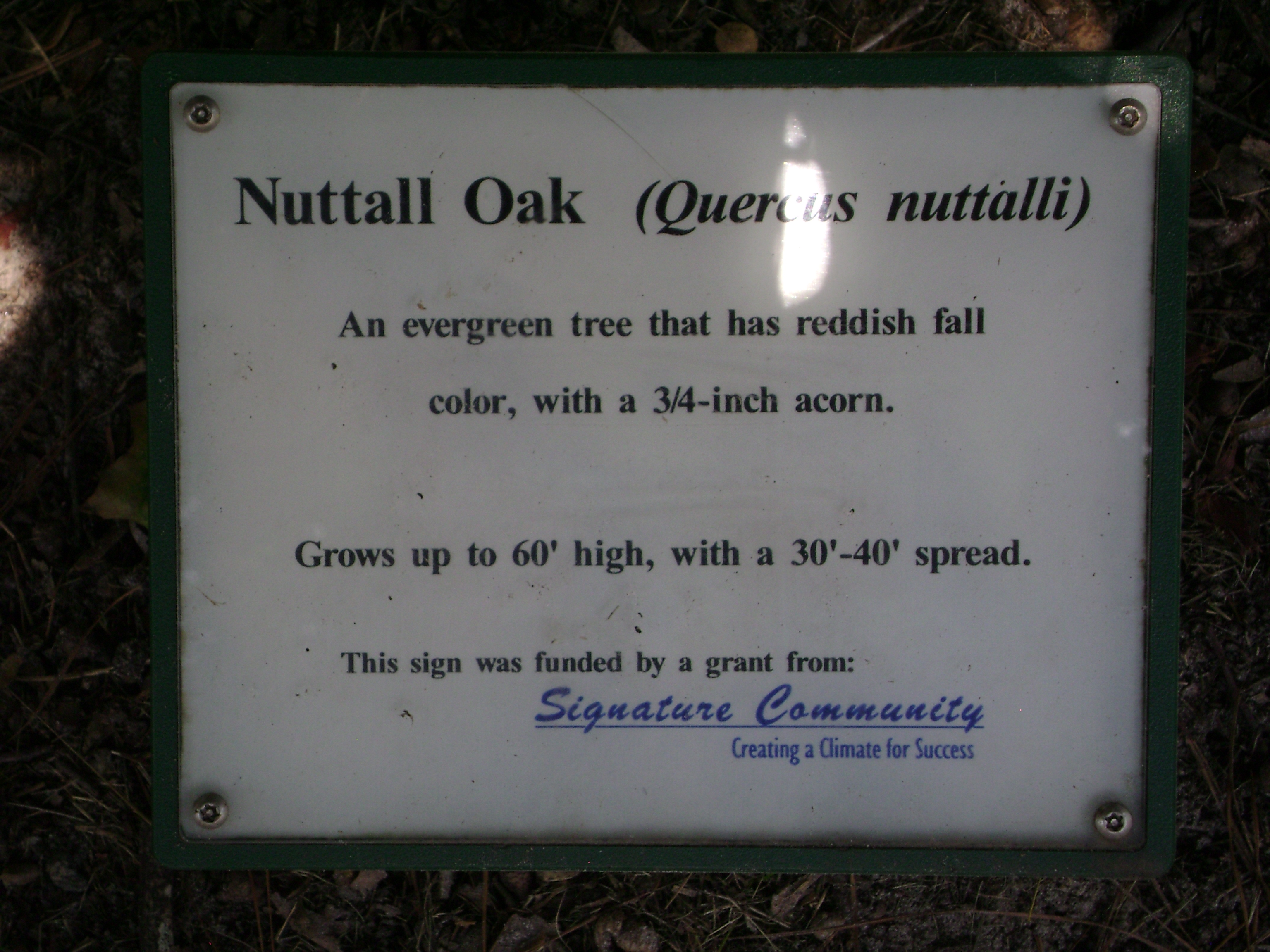